# Futboll Klub Partizani 2016-2017
Questa voce raccoglie le informazioni riguardanti il Futboll Klub Partizani nelle competizioni ufficiali della stagione 2016-2017.

## Rosa
Rosa e numerazione aggiornate al 31 gennaio 2017.
| N. |                    | Ruolo | Calciatore                  |
| -- | ------------------ | ----- | --------------------------- |
| 1  | Albania (bandiera) | P     | Dashamir Xhika              |
| 3  | Albania (bandiera) | D     | Kristi Marku                |
| 4  | Albania (bandiera) | D     | Esin Hakaj                  |
| 5  | Albania (bandiera) | D     | Gëzim Krasniqi              |
| 6  | Albania (bandiera) | D     | Stivian Janku               |
| 7  | Albania (bandiera) | A     | Realdo Fili                 |
| 8  | Albania (bandiera) | A     | Jurgen Vatnikaj             |
| 9  | Nigeria (bandiera) | A     | Mathew Boniface             |
| 10 | Albania (bandiera) | C     | Idriz Batha (vice-capitano) |
| 11 | Albania (bandiera) | C     | Jurgen Bardhi               |
| 12 | Albania (bandiera) | P     | Alban Hoxha (capitano)      |
| 13 | Albania (bandiera) | D     | Renato Malota               |
| 14 | Kosovo (bandiera)  | C     | Mentor Mazrekaj             |
| 16 | Albania (bandiera) | C     | Ylber Ramadani              |

| N. |                       | Ruolo | Calciatore        |  |
| -- | --------------------- | ----- | ----------------- |  |
| 19 | Albania (bandiera)    | C     | Lorenc Trashi     |  |
| 20 | Albania (bandiera)    | A     | Xhevahir Sukaj    |  |
| 21 | Montenegro (bandiera) | C     | Marko Ćetković    |  |
| 22 | Kosovo (bandiera)     | D     | Labinot Ibrahimi  |  |
| 27 | Argentina (bandiera)  | A     | Agustín Torassa   |  |
| 31 | Albania (bandiera)    | D     | Arbnor Fejzullahu |  |
| 36 | Nigeria (bandiera)    | D     | Sodiq Atanda      |  |
| 45 | Ghana (bandiera)      | A     | Caleb Ekuban      |  |
| 88 | Albania (bandiera)    | C     | Emiljano Vila     |  |
| 91 | Albania (bandiera)    | A     | Ardit Jaupaj      |  |
| 95 | Albania (bandiera)    | C     | Lauren Ismailaj   |  |
| 98 | Albania (bandiera)    | P     | Mario Dajsinani   |  |
| 99 | Albania (bandiera)    | D     | Reinaldo Kalari   |  |

## Calciomercato

### Sessione estiva(dal 1/7 al 31/8)
| Acquisti | Acquisti        | Acquisti           | Acquisti             |
| R.       | Nome            | da                 | Modalità             |
| -------- | --------------- | ------------------ | -------------------- |
| P        | Fabio Gjonikaj  | Kamza              | fine prestito (0 €)  |
| D        | Esin Hakaj      | Vllaznia           | definitivo (0 €)     |
| D        | Renato Arapi    | Skënderbeu         | parametro zero (0 €) |
| D        | Lukman Hussein  | Lion 36            | definitivo (0 €)     |
| D        | Renato Malota   | Kukësi             | definitivo (0 €)     |
| C        | Onu Chinoso     | Lion 36            | definitivo (0 €)     |
| C        | Luca Bertoni    | Südtirol           | prestito (0 €)       |
| A        | Kabiru Dumoye   | Lion 36            | definitivo (0 €)     |
| A        | Caleb Ekuban    | Chievo             | prestito (0 €)       |
| A        | Dalibor Volaš   | Sri Pahang         | parametro zero (0 €) |
| A        | Festim Krasniqi | Laçi               | fine prestito (0 €)  |
| A        | Ben Azubel      | Hapoel Petah Tiqwa | definitivo (0 €)     |

| Cessioni | Cessioni        | Cessioni          | Cessioni             |
| R.       | Nome            | a                 | Modalità             |
| -------- | --------------- | ----------------- | -------------------- |
| P        | Fabio Gjonikaj  | Kamza             | definitivo (0 €)     |
| D        | Harallamb Qaqi  | Verona            | fine prestito (0 €)  |
| D        | Marko Vidović   | svincolato        | parametro zero (0 €) |
| D        | Franc Veliu     | Flamurtari Valona | parametro zero (0 €) |
| D        | Ditmar Biçaj    | Vllaznia          | parametro zero (0 €) |
| D        | Renato Arapi    | Boluspor          | definitivo (0 €)     |
| C        | Filipe          | Perugia           | fine prestito (0 €)  |
| C        | Asion Daja      | Tirana            | parametro zero (0 €) |
| A        | Astrit Fazliu   | Flamurtari Valona | definitivo (0 €)     |
| A        | Stevan Račić    | Trikala           | parametro zero (0 €) |
| A        | Xhevahir Sukaj  | Perak             | parametro zero (0 €) |
| A        | Festim Krasniqi | Llapi             | definitivo (0 €)     |
| A        | Dalibor Volaš   | Celje             | definitivo (0 €)     |

### Sessione invernale(dal 1/1 al 1/2)
| Acquisti | Acquisti        | Acquisti          | Acquisti         |
| R.       | Nome            | da                | Modalità         |
| -------- | --------------- | ----------------- | ---------------- |
| D        | Kristi Marku    | Flamurtari Valona | definitivo (0 €) |
| C        | Marko Ćetković  | Sarajevo          | definitivo (0 €) |
| A        | Xhevahir Sukaj  | Perak             | definitivo (0 €) |
| A        | Mathew Boniface | Trepça            | definitivo (0 €) |

| Cessioni | Cessioni     | Cessioni        | Cessioni            |
| R.       | Nome         | a               | Modalità            |
| -------- | ------------ | --------------- | ------------------- |
| C        | Luca Bertoni | Südtirol        | fine prestito (0 €) |
| C        | Fabio Hasa   | Teuta           | definitivo (0 €)    |
| A        | Ben Azubel   | Hapoel Ashkelon | definitivo (0 €)    |

## Risultati

### Kategoria Superiore

#### Girone di andata
| Arbitro: | Koçi (Durazzo) |

|                    |           |  |
| Batha 90+2’ (rig.) | Marcatori |  |

| Elbasan 12 settembre 2016, ore 19:00 CEST 2ª giornata | Partizani Tirana | 0 – 0 (0 - 0) | Vllaznia | Elbasan Arena (1.000 spett.)\| Arbitro: \| Kola (Valona) \| |
| Arbitro:                                              | Kola (Valona)    |               |          |                                                             |

| Arbitro: | Sino (Fier) |

|  |           |                       |
|  | Marcatori | 34’ Atanda 77’ Ekuban |

| Elbasan 25 settembre 2016, ore 19:00 CEST 4ª giornata | Partizani Tirana | 0 – 0 (0 - 0) | Tirana | Elbasan Arena (5.000 spett.)\| Arbitro: \| Jorgji (Tirana) \| |
| Arbitro:                                              | Jorgji (Tirana)  |               |        |                                                               |

| Arbitro: | Jorgji (Tirana) |

|           |           |  |
| Pejić 47’ | Marcatori |  |

| Arbitro: | Jemini (Ersekë) |

|  |           |                 |
|  | Marcatori | 44’, 64’ Ekuban |

| Arbitro: | Xhaja (Tirana) |

|                                           |           |  |
| Ekuban 24’ Trashi 31’ Vila 86’ Bardhi 89’ | Marcatori |  |

| Arbitro: | Jemini (Tirana) |

|                           |           |           |
| Krasniqi 23’ Ibrahimi 33’ | Marcatori | 8’ Salihi |

| Arbitro: | Sino (Elbasan) |

|  |           |            |
|  | Marcatori | 72’ Trashi |

#### Girone di ritorno
| Arbitro: | Jemini (Tirana) |

|                      |           |                                  |
| Goçaj 7’ Adeniyi 33’ | Marcatori | 4’ Fazliu 21’ Sukaj 50’ Mazrekaj |

| Valona 18 novembre 2015, ore 17:00 CEST 11ª giornata | Flamurtari Valona | 0 – 0 (0 - 0) | Partizani Tirana | Stadiumi Flamurtari (1.500 spett.)\| Arbitro: \| Sino (Elbasan) \| |
| Arbitro:                                             | Sino (Elbasan)    |               |                  |                                                                    |

| Arbitro: | Alla (Elbasan) |

|            |           |  |
| Fazliu 90’ | Marcatori |  |

| Arbitro: | Pashaj (Durazzo) |

|  |           |              |
|  | Marcatori | 24’ Mazrekaj |

| Arbitro: | Hamiti (Tirana) |

|                                       |           |  |
| Ibrahimi 31’ Račić 49’, 62’ Sukaj 58’ | Marcatori |  |

| Tirana 7 dicembre 2015, ore 14:00 CEST 15ª giornata | Tirana          | 0 – 0 (0 - 0) | Partizani Tirana | Stadiumi Selman Stërmasi (6.531 spett.)\| Arbitro: \| Jemini (Tirana) \| |
| Arbitro:                                            | Jemini (Tirana) |               |                  |                                                                          |

| Arbitro: | Hamiti (Tirana) |

|           |           |            |
| Račić 75’ | Marcatori | 15’ Hoxhaj |

| Arbitro: | Jorgji (Tirana) |

|              |           |  |
| Olayinka 12’ | Marcatori |  |

| Arbitro: | Jemini (Tirana) |

|  |           |           |
|  | Marcatori | 28’ Lukić |

#### Girone di andata
| Arbitro: | Meta (Durazzo) |

|                    |           |  |
| Račić 10’ Vila 72’ | Marcatori |  |

| Arbitro: | Pashaj (Durazzo) |

|           |           |           |
| Sukaj 89’ | Marcatori | 38’ Hoxha |

| Arbitro: | Meta (Durazzo) |

|           |           |           |
| Dibra 90’ | Marcatori | 22’ Račić |

| Arbitro: | Pashaj (Durazzo) |

|           |           |  |
| Sukaj 50’ | Marcatori |  |

| Pukë 27 febbraio 2016, ore 13:30 CEST 23ª giornata | Tërbuni Pukë  | 0 – 0 (0 - 0) | Partizani Tirana | Stadiumi Ismail Xhemali (500 spett.)\| Arbitro: \| Sokoli (Fier) \| |
| Arbitro:                                           | Sokoli (Fier) |               |                  |                                                                     |

| Arbitro: | Jemini (Tirana) |

|                         |           |  |
| Sukaj 6’ Fejzullahu 12’ | Marcatori |  |

| Arbitro: | Sadiku (Fier) |

|  |           |                     |
|  | Marcatori | 11’ Vila 49’ Trashi |

| Arbitro: | Jorgji (Tirana) |

|           |           |              |
| Račić 20’ | Marcatori | 88’ Vangjeli |

| Arbitro: | Meta (Durazzo) |

|  |           |                    |
|  | Marcatori | 52’ Batha 87’ Daja |

#### Girone di ritorno
| Laç 2 aprile 2016, ore 16:00 CEST 28ª giornata | Laçi             | 0 – 0 (0 - 0) | Partizani Tirana | Stadiumi Laçi (1.000 spett.)\| Arbitro: \| Beqiri (Scutari) \| |
| Arbitro:                                       | Beqiri (Scutari) |               |                  |                                                                |

| Arbitro: | Meta (Durazzo) |

|                  |           |           |
| Danilo Alves 86’ | Marcatori | 40’ Sukaj |

| Arbitro: | Jemini (Tirana) |

|                         |           |  |
| Sukaj 60’, 90’ Fili 87’ | Marcatori |  |

| Arbitro: | Jemini (Tirana) |

|  |           |             |
|  | Marcatori | 90+3’ Sukaj |

| Arbitro: | Jubica (Elbasan) |

|                              |           |  |
| Sukaj 19’, 47’, 64’ Vila 25’ | Marcatori |  |

| Arbitro: | Jemini (Tirana) |

|                    |           |                      |
| Muça 28’ Bakaj 47’ | Marcatori | 21’ Sukaj 90+5’ Fili |

| Arbitro: | Jubica (Elbasan) |

|          |           |                 |
| Fili 70’ | Marcatori | 24’, 86’ Hoxhaj |

| Arbitro: | Meta (Durazzo) |

|  |           |          |
|  | Marcatori | 90’ Vila |

| Arbitro: | Pashaj (Durazzo) |

|           |           |                       |
| Sukaj 35’ | Marcatori | 73’ Lamçja 90+3’ Hila |

### Kupa e Shqipërisë
| Arbitro: | Bastari (Laç) |

|           |           |                                                    |
| Toska 16’ | Marcatori | 15’ Jaupaj 18’ Bardhi 20’ Vatnikaj 58’, 69’ Azubel |

| Arbitro: | Barjamaj (Tirana) |

|                                      |           |  |
| Batha 43’ Ekuban 80’ Azubel 81’, 83’ | Marcatori |  |

| Arbitro: | Shoshaj (Valona) |

|            |           |                          |
| Mezini 39’ | Marcatori | 12’, 77’ Plaku 60’ Račić |

| Arbitro: | Kuka (Scutari) |

|                                       |           |  |
| Ismailaj 4’ Morini 42’ Bylykbashi 76’ | Marcatori |  |

| Arbitro: | Alla (Elbasan) |

|                  |           |  |
| Adeniyi 49’, 65’ | Marcatori |  |

| Arbitro: | Koçi (Durazzo) |

|           |           |  |
| Sukaj 64’ | Marcatori |  |

### UEFA Champions League

#### Secondo turno preliminare
| Arbitro: | Millot |

|          |           |          |
| Fili 47’ | Marcatori | 71’ Böde |

| Arbitro: | Tohver |

|                          |                      |                          |
| Gera 14’ (rig.)          | Marcatori            | 40’ (aut.) Hüsing        |
| Gera Šesták Nagy Ramírez | Tiri di rigore 1 – 3 | Hoxha Vila Trashi Ekuban |

#### Terzo turno preliminare
| Arbitro: | Oliver |

|  |           |                    |
|  | Marcatori | 70’ (rig.) Soriano |

| Arbitro: | Kružliak |

|                           |           |  |
| Soriano 76’ Wanderson 81’ | Marcatori |  |

### UEFA Europa League

#### Primo turno preliminare
| Elbasan 28 giugno 2016, ore 18:00 CET Gara di andata | Partizani Tirana | 0 – 0 (0 - 0) | Slovan Bratislava | Elbasan Arena (1.350 spett.)\| Arbitro: \| Papir \| |
| Arbitro:                                             | Papir            |               |                   |                                                     |

| Bratislava 7 luglio 2016, ore 19:00 CET Gara di ritorno | Slovan Bratislava | – (Annullata) (-) | Partizani Tirana | Pasienky Stadion (? spett.)\| Arbitro: \| ? \| |
| Arbitro:                                                | ?                 |                   |                  |                                                |

#### Play-Off
| Arbitro: | Mažeika |

|                                                                     |           |  |
| Joãozinho 18’ (rig.) Smolov 27’ Jędrzejczyk 45’ Krasniqi 73’ (aut.) | Marcatori |  |

| Elbasan 25 agosto 2016, ore 19:30 CET Gara di ritorno | Partizani Tirana | 0 – 0 (0 - 0) | Krasnodar | Elbasan Arena (1.550 spett.)\| Arbitro: \| Kehlet \| |
| Arbitro:                                              | Kehlet           |               |           |                                                      |